# آدم‌های جهنمی
آدم‌های جهنمی (به انگلیسی: Dual) فیلمی محصول سال ۲۰۱۴ و به کارگردانی کیت کندلر است. در این فیلم بازیگرانی همچون آرون پال، جولیت لوئیس، جاش ویگینز، دیک گارنر، جانی مارس و آنالی جفریز ایفای نقش کرده‌اند.